# Mattia Perin
Mattia Perin (Latina, 10 novembre 1992) è un calciatore italiano, portiere della Juventus.

## Biografia
È nato e cresciuto a Latina da entrambi i rami famigliari di origine veneta: i nonni paterni sono emigrati nel Lazio da Conegliano e Vittorio Veneto, nel Trevigiano, mentre i nonni materni provengono da Vicenza.
Il 29 dicembre 2019 si è sposato con la fidanzata storica Giorgia Miatto, con la quale ha avuto tre figli.

## Carriera

### Club

#### Gli inizi, l'arrivo al Genoa
Muove i primi passi nella Scuola Calcio Nuovo Latina Isonzo e fin da piccolo ha le idee chiare: il suo ruolo sarà quello di portiere: «Giocavo in cortile ed ero il più piccolo. Avrò avuto 4-5 anni. Insomma, ogni volta che mi arrivava la palla, la fermavo con le mani e poi la calciavo. Mi dissero: tanto vale che stai in porta. E mi è piaciuto. Quando entrai nella scuola calcio del Latina chiarii subito che avrei voluto fare il portiere. Risposero: accomodati, tanto quel ruolo non lo vuole nessuno». A 13 anni si trasferisce nelle giovanili della Pistoiese.
Finisce presto nella rete degli osservatori del Genoa e a 16 anni, nel 2008, si trasferisce nel vivaio rossoblù. Con la formazione ligure vince nel 2010 il Campionato Primavera e la Supercoppa Primavera. Esordisce in Serie A il 22 maggio 2011, a 18 anni, nella partita Genoa-Cesena (3-2) dell'ultima giornata di campionato.

#### Prestito al Padova e al Pescara
L'8 luglio del 2011 passa in prestito al Padova, in Serie B, con il quale esordisce il 1º ottobre 2011 nella vittoriosa trasferta di Empoli per 4-2, sostituendo l'infortunato Ivan Pelizzoli. In seguito gioca da titolare la seconda parte della stagione, collezionando 25 presenze con 39 gol subiti. A fine annata vince il "Serie Bwin Awards" come miglior portiere del campionato.
Tornato a Genova per fine prestito, il 30 luglio 2012 viene ufficializzato il suo trasferimento in prestito al Pescara, neopromossa in Serie A. Esordisce con la squadra abruzzese il 18 agosto, nella partita Pescara-Carpi (1-0) valida per il terzo turno della Coppa Italia. Il 26 agosto fa il suo esordio in campionato nella partita persa in casa per 0-3 contro l'Inter. Alla diciannovesima giornata, si rende assoluto protagonista della vittoria contro la Fiorentina (0-2) allo stadio Franchi con ben 15 parate, record stagionale in una singola partita per quanto riguarda i cinque maggiori campionati europei (Germania, Francia, Inghilterra, Italia, Spagna). Perin si rende autore di buone prestazioni, nonostante concluda il campionato con 66 reti al passivo e la retrocessione della squadra, venendo inoltre alternato con Pelizzoli nel girone di ritorno.

#### Primo ritorno al Genoa
Il 1º luglio 2013, terminato il prestito al Pescara, fa ritorno al Genoa in Serie A, che punta su di lui come titolare. Fa il suo esordio stagionale il 17 agosto contro lo Spezia in Coppa Italia, mentre in campionato esordisce il 25 agosto successivo, nella trasferta di Milano contro l'Inter. Ottiene 37 presenze in campionato a fine stagione.
Il 24 settembre 2014, in occasione della gara in trasferta contro il Verona, vista l'assenza di Luca Antonelli, è entrato in campo indossando la fascia di capitano della società ligure. Il 28 settembre, in occasione del 109º derby della Lanterna, raggiunge le 100 presenze tra i professionisti. Il 15 marzo 2015 viene premiato dall'Associazione Italiana Preparatori Portieri come miglior portiere nei campionati di Serie A, B e Primavera per la stagione 2013/14. Il 6 giugno 2015, in seguito a un infortunio risalente alla partita del 22 marzo contro l'Inter, viene operato alla spalla destra, restando lontano dai campi per quattro mesi.
Torna in campo il 18 ottobre 2015, all'ottava giornata di campionato, nella partita vinta 3-2 contro il Chievo. Si rende protagonista di un'altra ottima stagione, fino a quando il 9 aprile 2016 si procura la rottura del legamento crociato anteriore del ginocchio destro in uno scontro di gioco con il compagno di squadra Muñoz, nella partita di campionato contro il Sassuolo disputata al Mapei Stadium. L'intervento subìto quattro giorni più tardi lo costringe a chiudere anzitempo la stagione, con una prognosi di sei mesi per il recupero agonistico.
Torna in campo la stagione successiva, il 18 settembre 2016, alla quarta giornata di campionato proprio contro il Sassuolo, al Mapei Stadium, il campo su cui si era infortunato. Il 21 settembre raggiunge le 100 presenze in Serie A con la maglia rossoblù nella partita contro il Napoli, conclusa 0-0. Alcuni mesi dopo, l'8 gennaio 2017, è vittima dello stesso genere di infortunio, questa volta al ginocchio sinistro.
Nella stagione 2017-2018 diventa il capitano del Genoa, vista la partenza di Nicolás Burdisso. Superato l'ennesimo infortunio torna in campo il 13 agosto 2017, nella partita del terzo turno di Coppa Italia contro il Cesena. Chiude la stagione con 38 presenze e 43 gol subiti, riuscendo a terminare 12 partite a reti inviolate.

#### Juventus e secondo ritorno al Genoa

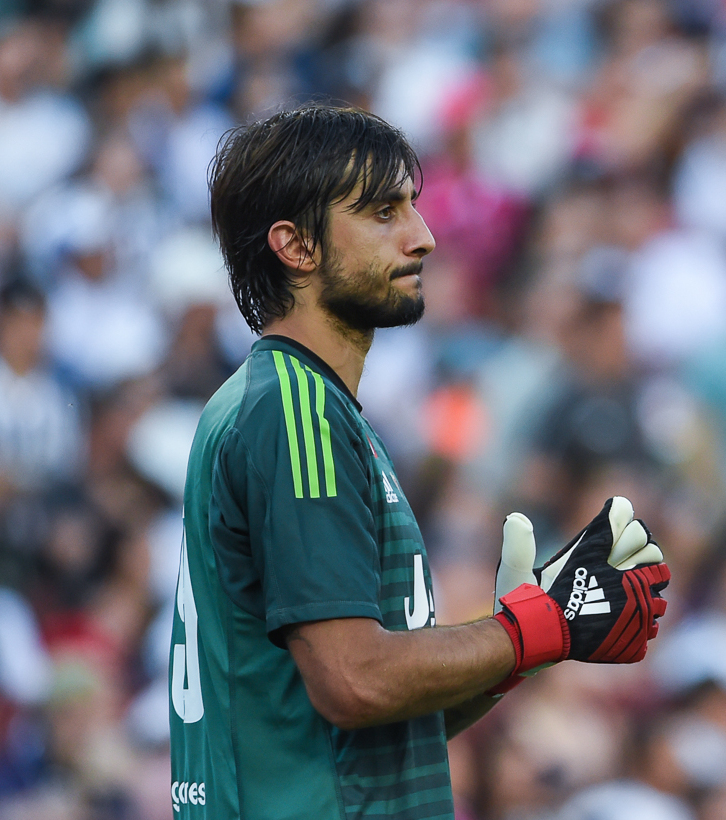
Perin alla Juventus nell'estate 2018 per l'International Champions Cup

L'8 giugno 2018 viene acquistato dalla Juventus per un corrispettivo di 12 milioni di euro (più bonus). Ricopre il ruolo di secondo portiere dietro a Wojciech Szczęsny, arrivato a Torino la stagione precedente. Esordisce con la Juventus il 26 settembre 2018, alla sesta giornata di campionato, nella partita vinta per 2-0 in casa contro il Bologna. Il 16 gennaio 2019 vince la sua prima Supercoppa Italiana a Gedda contro il Milan (1-0). Disputa complessivamente nove gare, tutte in campionato, conquistando il primo scudetto della sua carriera.
Nell'estate del 2019, con il ritorno di Gianluigi Buffon, si vede chiuso nelle gerarchie; la Juventus si adopera per la cessione al Benfica, ma questa salta per problemi nelle visite mediche. Rimasto quindi a Torino, per il successivo semestre Perin viene relegato al ruolo di quarto portiere dietro a Szczęsny, Buffon e a Carlo Pinsoglio. Il 15 dicembre 2019, in occasione della partita di campionato contro l'Udinese, riceve la prima convocazione stagionale, non giocando.
Non trovando spazio in bianconero, il 2 gennaio 2020 fa ritorno in prestito al Genoa. Tre giorni dopo fa il suo esordio stagionale in Genoa-Sassuolo (2-1). Con 21 presenze contribuisce alla salvezza dei rossoblù, arrivata all'ultima giornata. Nell'estate seguente, dopo aver preso parte al raduno della Juventus, il 4 settembre torna di nuovo in prestito a Genova. Resta quindi tra i pali rossoblù per tutta la stagione 2020-2021, contribuendo alla nuova salvezza dei Grifoni.

#### Ritorno alla Juventus
Concluso il prestito in Liguria, nell'estate 2021 Perin torna alla Juventus e, stavolta, resta come dodicesimo di Szczęsny, vista anche la partenza di Buffon. Il successivo 26 settembre torna a difendere i pali della porta bianconera, dopo quasi 900 giorni, giocando da titolare la partita con la Sampdoria, vinta per 3-2. Il 12 gennaio 2022, invece, gioca da titolare la Supercoppa italiana contro l'Inter, fornendo una buona prestazione, che però non basta a evitare la sconfitta dei suoi, in quella che è la prima finale giocata della sua carriera.
Stante l'infortunio occorso a Szczęsny nel precampionato, Perin difende da titolare la porta juventina in avvio della stagione 2022-2023, fornendo ottime prestazioni. Nella stagione seguente gioca solo 3 partite in campionato, ma vince la Coppa Italia, giocando tutte le partite a disposizione. Per Perin si tratta della prima Coppa Italia con la maglia della Juve.
A partire dalla stagione 2024-2025 eredita il numero 1 lasciato libero da Szczęsny restando a Torino come secondo portiere alle spalle del neo acquisto Michele Di Gregorio. Il 23 ottobre, nella partita di Champions League contro lo Stoccarda, eguaglia Christian Abbiati con il record di parate in una partita di Champions per un portiere della Juventus dalla stagione 2003/2004, neutralizzando anche un rigore e venendo insignito del premio di uomo partita alla fine dell'incontro. La sua performance non evita la prima sconfitta dell'anno per la Juventus.

### Nazionale

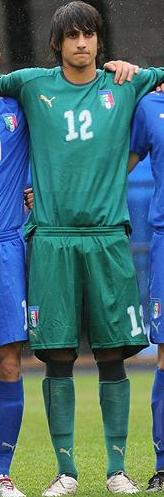
Perin con l'Italia Under-19 nel 2010

Ha giocato in tutte le nazionali giovanili dall'Under-17 – con cui ha disputato il Mondiale di categoria nel 2009 – all'Under-21: con quest'ultima ha esordito a 17 anni, l'11 agosto 2010, sostituendo Vito Mannone in un'amichevole contro la Danimarca.
Viene convocato per la prima volta in nazionale maggiore dal commissario tecnico Cesare Prandelli, in occasione dell'amichevole contro l'Inghilterra del 15 agosto 2012 a Berna. Sempre da Prandelli è convocato per il campionato del mondo 2014, come terzo portiere dietro Gianluigi Buffon e Salvatore Sirigu: è il primo portiere del Genoa ad essere convocato per un Mondiale nella storia del club.
Esordisce in nazionale a 22 anni, durante la gestione di Antonio Conte, entrando nel secondo tempo della partita amichevole Italia-Albania (1-0) disputata il 18 novembre 2014 a Genova. L'infortunio al ginocchio subito nell'aprile 2016 gli impedisce di prendere parte al campionato d'Europa 2016. Rientra in gruppo con il CT Gian Piero Ventura, che lo convoca sempre come terzo portiere dietro a Buffon e al giovane Gianluigi Donnarumma.
Viene confermato nel giro azzurro anche dal nuovo CT Roberto Mancini, con il quale ottiene la sua seconda presenza il 4 giugno 2018 nell'1-1 contro i Paesi Bassi, giocando per la prima volta come titolare e disputando una buona partita.

## Statistiche

### Presenze e reti nei club
Statistiche aggiornate al 26 febbraio 2025.
| Stagione        | Squadra         | Campionato      | Campionato | Campionato | Coppe nazionali | Coppe nazionali | Coppe nazionali | Coppe continentali | Coppe continentali | Coppe continentali | Altre coppe | Altre coppe | Altre coppe | Totale | Totale |
| Stagione        | Squadra         | Comp            | Pres       | Reti       | Comp            | Pres            | Reti            | Comp               | Pres               | Reti               | Comp        | Pres        | Reti        | Pres   | Reti   |
| --------------- | --------------- | --------------- | ---------- | ---------- | --------------- | --------------- | --------------- | ------------------ | ------------------ | ------------------ | ----------- | ----------- | ----------- | ------ | ------ |
| 2010-2011       | Genoa           | A               | 1          | -2         | CI              | 0               | 0               | -                  | -                  | -                  | -           | -           | -           | 1      | -2     |
| 2011-2012       | Padova          | B               | 25         | -39        | CI              | 0               | 0               | -                  | -                  | -                  | -           | -           | -           | 25     | -39    |
| 2012-2013       | Pescara         | A               | 29         | -66        | CI              | 1               | 0               | -                  | -                  | -                  | -           | -           | -           | 30     | -66    |
| 2013-2014       | Genoa           | A               | 37         | -50        | CI              | 1               | -2              | -                  | -                  | -                  | -           | -           | -           | 38     | -52    |
| 2014-2015       | Genoa           | A               | 32         | -38        | CI              | 1               | 0               | -                  | -                  | -                  | -           | -           | -           | 33     | -38    |
| 2015-2016       | Genoa           | A               | 25         | -30        | CI              | 0               | 0               | -                  | -                  | -                  | -           | -           | -           | 25     | -30    |
| 2016-2017       | Genoa           | A               | 16         | -19        | CI              | 0               | 0               | -                  | -                  | -                  | -           | -           | -           | 16     | -19    |
| 2017-2018       | Genoa           | A               | 37         | -42        | CI              | 1               | -1              | -                  | -                  | -                  | -           | -           | -           | 38     | -43    |
| 2018-2019       | Juventus        | A               | 9          | -8         | CI              | 0               | 0               | UCL                | 0                  | 0                  | SI          | 0           | 0           | 9      | -8     |
| 2019-gen. 2020  | Juventus        | A               | 0          | 0          | CI              | 0               | 0               | UCL                | -                  | -                  | SI          | -           | -           | 0      | 0      |
| gen.-ago. 2020  | Genoa           | A               | 21         | -38        | CI              | 0               | 0               | -                  | -                  | -                  | -           | -           | -           | 21     | -38    |
| 2020-2021       | Genoa           | A               | 32         | -44        | CI              | 0               | 0               | -                  | -                  | -                  | -           | -           | -           | 32     | -44    |
| Totale Genoa    | Totale Genoa    | Totale Genoa    | 201        | -263       |                 | 3               | -3              |                    | -                  | -                  |             | -           | -           | 204    | -266   |
| 2021-2022       | Juventus        | A               | 5          | -7         | CI              | 5               | -6              | UCL                | 1                  | 0                  | SI          | 1           | -2          | 12     | -15    |
| 2022-2023       | Juventus        | A               | 11         | -7         | CI              | 4               | -3              | UCL+UEL            | 2+1                | -4 + 0             | -           | -           | -           | 18     | -14    |
| 2023-2024       | Juventus        | A               | 3          | -1         | CI              | 5               | -3              | -                  | -                  | -                  | -           | -           | -           | 8      | -4     |
| 2024-2025       | Juventus        | A               | 5          | -3         | CI              | 1               | -1              | UCL                | 3                  | -4                 | SI+Cmc      | -           | -           | 9      | -8     |
| Totale Juventus | Totale Juventus | Totale Juventus | 33         | -26        |                 | 15              | -13             |                    | 7                  | -8                 |             | 1           | -2          | 56     | -49    |
| Totale carriera | Totale carriera | Totale carriera | 289        | -394       |                 | 19              | -16             |                    | 7                  | -8                 |             | 1           | -2          | 317    | -420   |

### Cronologia delle presenze in nazionale
| Cronologia completa delle presenze e delle reti in nazionale ― Italia | Cronologia completa delle presenze e delle reti in nazionale ― Italia | Cronologia completa delle presenze e delle reti in nazionale ― Italia | Cronologia completa delle presenze e delle reti in nazionale ― Italia | Cronologia completa delle presenze e delle reti in nazionale ― Italia | Cronologia completa delle presenze e delle reti in nazionale ― Italia | Cronologia completa delle presenze e delle reti in nazionale ― Italia | Cronologia completa delle presenze e delle reti in nazionale ― Italia |
| Data                                                                  | Città                                                                 | In casa                                                               | Risultato                                                             | Ospiti                                                                | Competizione                                                          | Reti                                                                  | Note                                                                  |
| --------------------------------------------------------------------- | --------------------------------------------------------------------- | --------------------------------------------------------------------- | --------------------------------------------------------------------- | --------------------------------------------------------------------- | --------------------------------------------------------------------- | --------------------------------------------------------------------- | --------------------------------------------------------------------- |
| 18-11-2014                                                            | Genova                                                                | Italia                                                                | 1 – 0                                                                 | Albania                                                               | Amichevole                                                            | -                                                                     | 72’                                                                   |
| 4-6-2018                                                              | Torino                                                                | Italia                                                                | 1 – 1                                                                 | Paesi Bassi                                                           | Amichevole                                                            | -1                                                                    |                                                                       |
| Totale                                                                |                                                                       | Presenze                                                              | 2                                                                     |                                                                       | Reti                                                                  | -1                                                                    |                                                                       |

## Palmarès

### Club

#### Competizioni giovanili
- Coppa Italia Primavera: 1

Genoa: 2008-2009
- Campionato Primavera: 1

Genoa: 2009-2010
- Supercoppa Primavera: 2

Genoa: 2009, 2010

#### Competizioni nazionali
- Supercoppa italiana: 1

Juventus: 2018
- Campionato italiano: 1

Juventus: 2018-2019
- Coppa Italia: 1

Juventus: 2023-2024

### Individuale
- Serie B Awards: 1

Miglior portiere: 2011-2012